# コンスタンディノス・ツァルダリス
コンスタンディノス・ツァルダリス（ギリシア語: Κωνσταντίνος Τσαλδάρης、英語：Konstantinos Tsaldaris、1884年1月1日 - 1970年11月15日）は、ギリシャの政治家。首相を2回務めた。

## 生涯
1884年1月1日にエジプトのアレクサンドリアにて出生した。ベルリン、ロンドン、フィレンツェ及びアテネ大学で法学を学んだ。1915年から1917年まで県の政治家を務めた。
1926年にイオアニス・メタクサスの「自由思想者党（Kόμμα των Ελευθεροφρόνων）」から、アルゴリドコリンシア県の議員として初当選した。1928年に叔父のパナギス・ツァルダリスが党首を務める人民党の党員となった。彼は1933年から1935年まで運輸大臣として第2次パナギス・ツァルダリス政権に入り、続いて首相の次官を務めた。1936年のパナギス・ツァルダリス死亡後に人民党の管理委員会の委員となったが、間も無く同委員会はメタクサス独裁下で解体した。
1944年の国家解放後に生まれ変わった人民党の指導者として認められ、右派の「連合愛国党」連合の指導者として、物議を醸した1946年の選挙を制し、1946年4月から1947年1月まで首相を務めた。1946年8月に彼の政府は君主制復活の是非を問う国民投票を実施した。
1947年から1949年にかけて、国際連合総会のギリシャ代表団長として活動した。またマクシモス、ソフーリス、ディオミディス各政権で副首相を務めた。1947年8月に再び首相となり、同年9月まで務めた。
アレクサンドロス・パパゴス元帥のギリシア示威運動の創設及び台頭により、人民党は選挙基盤の大部分を失い、ツァルダリスは1952年の選挙で敗北した。彼は1956年の選挙で民主連盟の一員として当選するが、人民党連盟の領袖として臨んだ1958年の選挙では落選した。その後間も無く彼は政治家人生を終えた。1970年11月15日にアテネで死去した。

## 先代・次代
| 公職                                                       | 公職                                                                                      | 公職                                                       |
| ---------------------------------------------------------- | ----------------------------------------------------------------------------------------- | ---------------------------------------------------------- |
| 先代 パナギオティス・プリツァス ディミトリオス・マクシモス | ギリシャ首相 第135代：1946年4月18日 - 1947年1月25日 第137代：1947年8月29日 - 1947年9月7日 | 次代 ディミトリオス・マクシモス セミストクリス・ソフーリス |